# Клайнзайдау

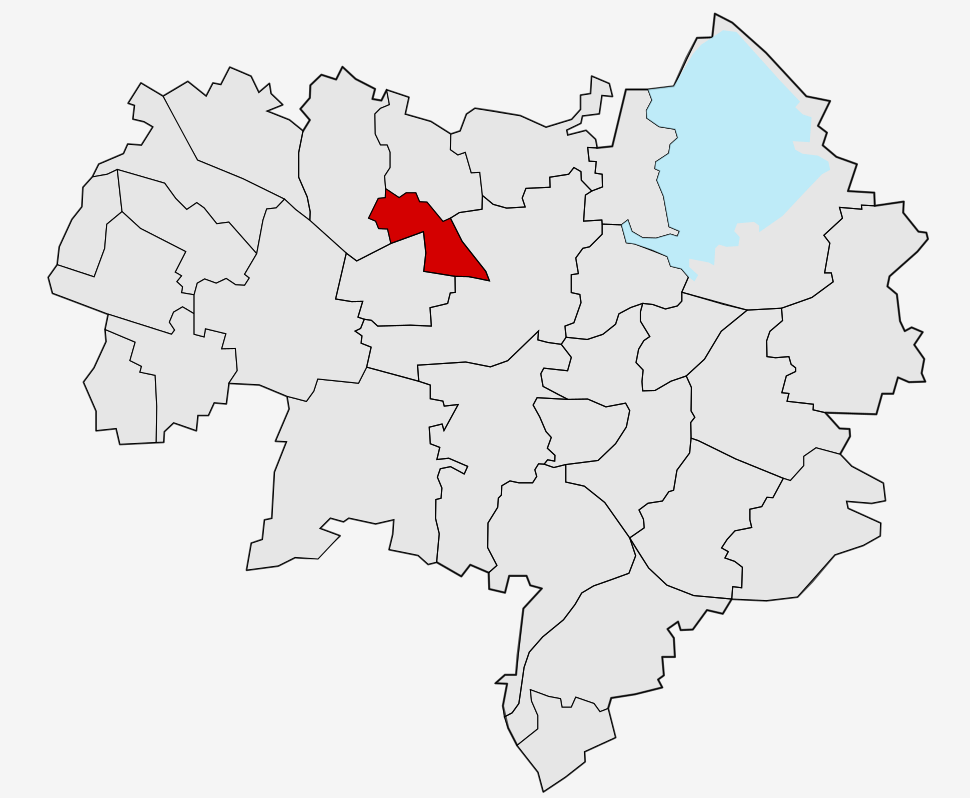
Клайнзайдау на городской карте Баутцена

Клайнзайдау или За́йдов (нем. Kleinseidau; в.-луж. Zajdow) — сельский населённый пункт в Верхней Лужице, входящий с 1999 года в городские границы Баутцена, Германия. Район Баутцена.

## География
Находится примерно в 3,5 километрах на северо-запад от исторического центра Баутцена. На севере непосредственно примыкает к населённому пункту Малы-Вельков. Через населённый пункт проходит автомобильная дорога K7274 на юго-запад в сторону деревни Мала-Боршч. На юго-западе от деревни расположен холм Вивальце (нем. Wiwalze, в.-луж. Wiwalca) высотой 250 метров. На западе примерно в 600 метров от деревни находится Парк динозавров.
В границы населённого пункта также входит земельный участок на юго-востоке по автомобильной трассе В96, на котором располагается Промышленная база «Gewerbegebiet Bautzen-Nord».
Соседние населённые пункты: на севере — деревня Малы-Вельков, на юге — деревня Чемерцы, на юго-западе — деревня Зальценфорст и на северо-западе — деревня Вульки-Вельков.

## История
Впервые упоминается в 1419 году под наименованием «Sawyda». С 1936 по 1999 года входила населённый пункт входил в состав коммуны Клайнвелька. В 1999 году деревня вошла в городские границы Баутцена.
Исторические немецкие наименования
- Sawyda, 1419
- Sayda, 1424
- Kl. Seyden, 1759
- Klein Seyda, 1767
- Klein Seydau, 1791

Исторические серболужицкие наименования
- Židowk, Sajdow, 1835
- Zajdow, 1843
- Zawidow, 1886
- Zajdow, 1920

Немецкий славист Эрнст Эйхлер в своём сочинении «Ortsnamenbuch der Oberlausitz» пишет, что славянское наименование происходит от древнеславянского слова, восходящего к личному имени «Zavid», которое, в частности, встречается в Чехии в XI веке (аналогичные наименования населённых пунктов встречаются в Польше, Боснии и на Украине — Завидув, Завидовичи, Завидовичи).

## Население
Официальным языком в населённом пункте, помимо немецкого, является также верхнелужицкий язык.
Согласно статистическому сочинению «Dodawki k statisticy a etnografiji łužickich Serbow» Арношта Муки в 1884 году в деревне проживало 93 человека (из них — 88 лужичанина (95 %)).
| 1834 | 1871 | 1890 | 1910 | 1925 | 2000 | 2005 | 2010 | 2020 |
| ---- | ---- | ---- | ---- | ---- | ---- | ---- | ---- | ---- |
| 79   | 106  | 102  | 98   | 114  | 192  | 184  | 161  | 156  |

## Достопримечательности
- Парк динозавров

Культурные памятники федеральной земли Саксония
Всего в населённом пункте шесть объектов, относящихся к памятникам культуры и истории.
| № | Объект                                                                                           | Немецкое наименование                                                                                          | Датировка                  | Месторасположение       | Номер объекта в реестре | Фото |
| - | ------------------------------------------------------------------------------------------------ | --- | -------------------------- | ----------------------- | ----------------------- | ---- |
| 1 | Каменный дорожный указатель                                                                      | Wegesäule | XIX век                    | Wasserturm 27           | 09253074                |      |
| 2 | Жилой дом с конюшней, молитвенным крестом в палисаднике и остатками дворового гранитного мощения | Wohnstallhaus, Stallgebäude, Reste der alten Granit-Hofpflasterung und Betkreuz im Vorgarten, dazu Einfriedung | 1700 год                   | Kleinseidauer Straße 23 | 09253072                |      |
| 3 | Жилой дом с конюшней и дворовыми хозяйственными постройками                                      | Wohnstallhaus und Scheune eines Zweiseithofes                                                                  | Вторая половина XVIII века | Kleinseidauer Straße 29 | 09253071                |      |
| 4 | Жилой дом                                                                                        | Wohnstallhaus                                                                                                  | 1700                       | Kleinseidauer Straße 35 | 09253070                |      |
| 5 | Двусторонний двор с конюшней, сараем и ограждением                                               | Zweiseithof mit Wohnstallhaus, Scheune und Einfriedungsmauer                                                   | 1700 год                   | Kleinseidauer Straße 40 | 09253068                |      |
| 6 | Жилой дом                                                                                        | Wohnstallhaus                                                                                                  | 1800 год                   | Kleinseidauer Straße 42 | 09253069                |      |